# Labastide-Villefranche
Labastide-Villefranche è un comune francese di 334 abitanti situato nel dipartimento dei Pirenei Atlantici nella regione della Nuova Aquitania.

## Società

### Evoluzione demografica
Abitanti censiti